# Célio de Oliveira Goulart
Célio de Oliveira Goulart OFM (ur. 14 września 1944 w Piracema, zm. 19 stycznia 2018 w São João del-Rei) – brazylijski duchowny katolicki, biskup diecezjalny Leopoldiny 1998–2003, Cachoeiro de Itapemirim 2003–2010 i São João del Rei 2010–2018.

## Życiorys
Święcenia kapłańskie otrzymał 12 lipca 1969 z zakonie franciszkanów. W swojej prowincji pełnił funkcje m.in. promotora powołań (1974-1980), wiceprowincjała (1980-1985) oraz sekretarza prowincjalnego (1988-1990).
24 czerwca 1998 papież Jan Paweł II mianował go biskupem diecezjalnym Leopoldiny. 29 sierpnia tego samego roku z rąk arcybiskupa Paula Lopesa de Faria przyjął sakrę biskupią. 9 lipca 2003 objął godność biskupa diecezjalnego w Cachoeiro de Itapemirim, a 26 maja 2010 przeniesiono go do São João del Rei (ingres odbył się 17 lipca 2010). Ostatnią z funkcji sprawował do swojej śmierci. 
Zmarł 19 stycznia 2018 w szpitalu w São João del Rei.